# Bohemon V d'Antioquia
Bohemon V d'Antioquía i II de Trípoli  (1199 - 1252) va ser el governant del principat de Antioquía, un estat croat, des del 1233 fins a la seva mort. Va ser al mateix temps comte de Trípoli.
Bohemon V era el fill de Bohemon IV d'Antioquia i Plasència del Gibelet. Igual que el seu pare abans, Bohemon tenia una coneguda aversió pels cavallers hospitalers i pel veí Regne d'Armènia Menor i preferí una aliança amb els cavallers templers. La pau amb Armènia va ser assegurada poc abans de la seva mort, amb la mediació de Lluís IX de França.
El 1225, Bohemon es va casar amb la princesa Adela (també coneguda com a Alícia de Jerusalem), reina vídua de Xipre i Jerusalem, de qui es va divorciar i va anul·lar el matrimoni després del 5 de juliol del 1227, molt probablement el 1229, sense deixar descendència. El seu segon matrimoni va ser el 1235 amb Llúcia de Segni, la besneboda del papa Innocenci III. Va tenir dos fills:
- Plasència d'Antioquia, una filla que es va convertir en la tercera esposa del rei Enric I de Xipre el 1251[3]
- Bohemon, el seu successor com a príncep d'Antioquia

Bohemon V va morir el gener del 1252. Atès que el seu fill i successor només tenia 15 anys en aquell moment, va ser proclamat sota la regència de la princesa vídua, Llúcia o Luciana de Segni. No obstant això, Luciana mai va deixar Trípoli, i en el seu lloc va lliurar el govern del principat als seus familiars romans. Això la va fer impopular, per la qual cosa el jove Bohemon VI va obtenir l'aprovació del rei Lluís IX de França, que estava en la Croada en aquell moment, per demanar del papa Innocenci IV l'obtenció de la seva majoria d'edat uns mesos abans, que li fou concedida.